# ماگلبی، استونز
ماگلبی (به دانمارکی: Magleby) یک منطقهٔ مسکونی در دانمارک است که در شهرداری استیونز واقع شده‌است. ماگلبی ۳۳۳ نفر جمعیت دارد.